# IMLPA
IMLPA es una nueva técnica de amplificación de fragmentos de ADN que surge de la combinación de MLPA e iPCR. Permite la amplificación múltiple de fragmentos mediante el uso de sondas (que pueden estar marcadas con fluorescencia).

## Técnica

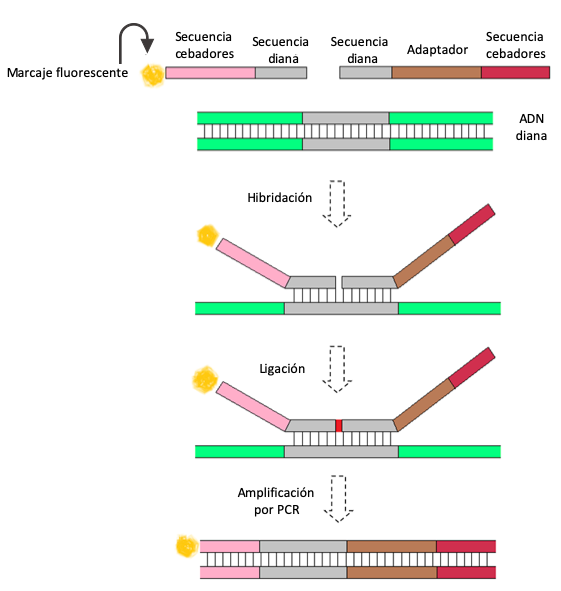
Amplificación de fragmentos de ADN mediante MLPA

El protocolo que se sigue consiste en:
1. Primero es necesario un tratamiento del ADN con enzimas de restricción que corten a ambos lados de la región de interés.
2. Los fragmentos obtenidos de la digestión se recircularizan y ligan.
3. Diseño de sondas. Cada sonda va a estar formada por dos partes que como mínimo tienen: una secuencia diana, que se trata de una región que contiene la secuencia complementaria a la región de interés, para que se pueda producir la correcta hibridación. Y una secuencia de cebadores en los extremos, se trata secuencia cuyo diseño varía y es la que permitirá el diseño de cebadores y posterior amplificación del fragmento. Además, una de las partes de la sonda suele contener un adaptador entre la secuencia diana y la secuencia de cebadores. El uso de distintos adaptadores permite la identificación de sondas con las mismas secuencias de cebadores pero distintas secuencias diana, eso es clave para la amplificación múltiple de diversos fragmentos distintos en una única reacción.
4. Hibridación de las sondas con los fragmentos de DNA diana circulares creados previamente.
5. Si la hibridación ha sido correcta se produce la ligación de las dos partes de la sonda
6. Diseño de cebadores. Una vez está la sonda hibridada con la región de interés, se pueden diseñar cebadores complementarios a las secuencias de los extremos (secuencia de cebadores).
7. PCR. Se amplifica la sonda mediante PCR y se detectan los diferentes fragmentos en un gel de agarosa o por técnicas espectrofotométricas si las sondas o los cebadores habían sido marcados con fluorescencia.

## Aplicaciones

### Detección de inversiones

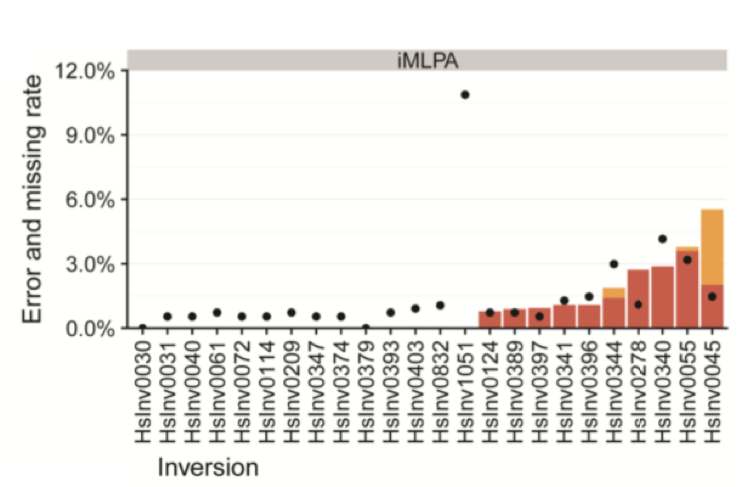
Errores técnicos y biológicos de la técnica del iMPLA en la detección y genotipado de inversiones.

Uno de los mayores problemas en la detección de inversiones es la presencia de repeticiones invertidas en sus extremos. Un estudio realizado en 2019, ha mostrado la utilidad de este nuevo método en la detección y genotipado de las inversiones que presentan repeticiones invertidas. En ese mismo estudio se validaron diferentes inversiones que fueron genotipadas con MLPA e iMPLA demostrando que se trata de una técnica robusta con bajos porcentajes de error. 
Para la detección de inversiones por este método, son necesarias dos sondas que se diferencien en el tamaño del adaptador. Además, la secuencia diana tiene que incluir regiones adyacentes a los puntos de ruptura de la inversión de modo que permitan determinar la orientación de la misma.